# 2-я Украинская советская дивизия
2-я Украинская советская дивизия (укр. 2-га українська радянська дивізія) — воинское соединение РККА в период Гражданской войны в России.

## История
30 ноября 1918 года была образована Украинская советская армия.
6 декабря 2-я украинская советская дивизия сформирована переименованием из 2-й Украинской повстанческой дивизии. Дивизия вошла в Украинскую советскую армию.
C 12 декабря части 1-й Украинской советской дивизии и 2-й Украинской советской дивизий начали наступление на Киевском направлении.
13 декабря части правого фланга 1-й дивизии заняли Клинцы (от г. Сураж на юго-восток 20 км; город и ж.д. станция между Унеча и Новозыбков) и продолжили наступление на Новозыбков.
14 декабря войска Украинской Народной Республики под командованием С. В. Петлюры взяли Киев. Директория получила немедленную поддержку со стороны Антанты. (см. также Директория УНР)
14 декабря гетман П. П. Скоропадский ушёл в отставку. Директорию возглавил С. В. Петлюра.
19 декабря Главнокомандующий Красной Армией И. И. Вацетис издал Директиву № 487/ш о подчинении Группы войск курского направления РВС Южного фронта с 21 декабря.
19 декабря
Войска Директории УНР в Киеве.
Группа войск курского направления:
- 1-я Украинская советская дивизия: правый фланг наступал на г. Новозыбков; центр — на г. Новгород-Северский.
- 2-я Украинская советская дивизия находилась на подступах к Белгороду (находился в составе Украины с мая 1918 г.). Германские войска отходили от границы с РСФСР.[1]
- Группа войск под командованием Сахарова заняла Волчанск и Купянск.[1]

21 декабря 2-я Усд после отхода из нейтральной зоны германцев заняла Белгород и начала наступление на Харьков.
21 декабря Группа войск курского направления перешла в подчинение РВС Южного фронта.
2-я Усд вела бои с украинскими войсками Армии Украинской Народной Республики в направлении Харькова.
28-30 декабря 2-я Усд вела бои у городка Грайворон и станции Казачья Лопань, до Харькова оставалось 35 км.
30 декабря
Войска Директории УНР в Киеве.
Группа войск курского направления:
- 1-я Украинская советская дивизия: правый фланг — войска занимали г. Новозыбков; центр — полк Черняка занимал г. Новгород-Северский.
- 2-я Украинская советская дивизия вела бои у городка Грайворон и станции Казачья Лопань.[1]
- Группа войск под командованием Сахарова находилась южнее городов Волчанск и Купянск.[1]

1919 год
2-я Украинская советская дивизия, бригада Г. Сиверса, полк Червонного казачества В. Примакова и бронеотряд особого назначения при Наркомвоене Украины стремительно двигались на Харьков. В упорных боях с петлюровцами у Казачьей Лопани под Дергачами и Померками враг был разгромлен.
В ночь с 1 на 2 января в Харькове началось большевистское восстание. Совет германских солдат поддержал восстание и выдвинул командованию войск Директории ультиматум — в течение суток вывести все войска из города.,
3 января 1919 года 5-й Глуховский полк 2-й Украинской советской дивизии и полк Червонного казачества первыми вступили в освобождённый Харьков. Вместе с ними вошёл в город и бронеотряд. Ещё во время боёв на подступах к Харькову рабочие ХПЗ захватили Балашовский железнодорожный вокзал, а вслед затем вместе с железнодорожными рабочими заняли и Южный вокзал. Восстановление в Харькове Советской власти имело огромное значение для дальнейшего развертывания борьбы трудящихся за освобождение Украины от интервентов и петлюровцев.
Войска Директории под командованием полковника П. Ф. Болбочана оставили г. Харьков.
4 января по решению Революционного военного совета Республики РСФСР сформирован Украинский фронт. В состав фронта вошли Украинская советская армия, 9-я стрелковая дивизия РСФСР и части погранохраны РСФСР. Командующим войсками назначен В. А. Антонов-Овсеенко, начальником штаба — В. П. Глаголев.
Фронт вёл наступление в двух направлениях. 1-я дивизия имела задачу сначала освободить Черниговскую губернию, а затем г. Киев. 2-я дивизия имела задачу сначала освободить г. Белгород, а затем г. Харьков. Население на пути следования советских дивизий поддерживало национальные войска. Добровольцы пополняли ряды красноармейцев. В тылу войск Директории восставшее население брало власть в свои руки, что негативно сказывалось на боевом духе её войск.
В составе фронта образованы Группа войск киевского направления с задачей овладеть Киевом и Черкассами и Группа войск харьковского направления с задачей овладеть Полтавой и Лозовой.
2-я Усд от Харькова продолжала наступление на г. Полтава.
1-я Усд развивала наступление в Черниговской губернии.
12 января 2-й Богунский полк 1-й Усд под командованием Н. А. Щорса освободил г. Чернигов.,
7-й Сумской полк 2-й Усд, командир полка П. Е. Дыбенко, наступал с севера в направлении г. Полтавы.
13 января командир 7-го Сумского полка П. Е. Дыбенко назначен командиром Особой группы войск.
Командующий войсками Украинского фронта Антонов-Овсеенко Владимир Александрович поставил задачу П. Е. Дыбенко освободить г. Екатеринослав. Для выполнения задачи Дыбенко должен был создать из партизанских и повстанческих групп и отрядов Особый отряд и начинать боевые действия. Начальником штаба отряда назначен С. И. Петриковский. Особый отряд был создан. В него вошли: матросский бронепоезд № 8, 6, 13, 14, 15-й пограничные полки и другие подразделения, не полностью укомплектованные бойцами. В группу входил 7-й Сумской полк. Всего 7269 пехотинцев (штыков) и 319 кавалеристов (сабель), 10 орудий и 32 пулемёта — сила вроде большая, но и задачи предстояло решать немалые…
Батальону Михайловского и роте особого назначения 7-го Сумского полка П. Е. Дыбенко приказал занять город Лозовую (148 км от Харькова к югу), связаться со своими в городе Павлограде (40 км от Екатеринослава на восток), соединиться с Н. И. Махно, вести разведку к городам Славянску (140 км от Харькова на юго-восток) и Полтаве (130 км от Харькова на юго-запад).
В январе дивизия разбила петлюровцев в р-не Люботина и Мерефы, освободила Полтаву, Лебедин, Ахтырку.
16 января Директория объявила войну РСФСР. На принятие этого решения повлияло руководство Франции. К этому времени украинские советские войска находились в г. Чернигове и на подступах к г. Полтаве, а также двигались к Донбассу, В Донбасс заходили с юга русские белые войска.
18 января 1-й полк Червонного казачества и 5-й полк вечером активно атаковали противника, находившегося в г. Полтаве (от г. Харькова 130 на юго-запад) и вели бой всю ночь.
18 января началось наступление на г. Киев.
19 января войска 2-й Усд освободили г. Полтаву 1-й полк Червонного казачества и 5-й полк в 10.00 вошли в г. Полтаву. Украинцы-красноармейцы шли по городу в срою, а оркестр играл «Интернационал».,
Тяжёлый бой провёл Особый отряд (в том числе 7-й полк) П. Е. Дыбенко за станцию Синельниково. Погибло много красных воинов.
Особый отряд П. Е. Дыбенко выбил врага из Илларионова и, не дав ему опомниться, 24 января ворвался в г. Нижнеднепровск.
25 января Особый отряд был на ближайших подступах г. Екатеринослава. Вечером Отряд вступил в бой за город.
26 января
6-й пограничный полк и два батальона 15-го пограничного полка успешно форсировали Днепр, обошли город с тыла. Одновременно Дыбенко повёл остальные силы Особого отряда на штурм, с ходу захватили железнодорожный мост. Петлюровцы, не сопротивляясь, отступили, бросив составы с продовольствием, шесть аэропланов, два бронепоезда, четыре бронемашины и другое военное имущество… Дыбенко доложил Антонову-Овсеенко: "В 16.00 занят г. Екатеринослав.
27 января на Киевском направлении 1-я Усд подошла к г. Бровары (город 10 км к северо-востоку от г. Киева).
29 января Временное рабоче-крестьянское правительство Украины реорганизовано в Совет Народных Комиссаров УССР.
В январе-феврале дивизия входила в состав Группы войск харьковского направления Украинского фронта.
После Ахтырки 1 февраля дивизия освободила Кременчуг.
В феврале-апреле дивизия входила в состав Группы войск киевского направления Украинского фронта.
15 марта дивизия освободила г.Умань.
В марте — апреле дивизия отражала контрнаступление петлюровцев на коростеньском и житомирском направлениях.
В апреле-июне дивизия входила в состав 1-й Украинской советской армии.
15 апреля приказом № 47 Главкома и РВС Украинского фронта войска всех направлений переформировываются в три армии и семь дивизий.
С 15 апреля 2-я Усд увеличивается до девяти полков. Начальник дивизии А. Н. Ленговский.
В мае дивизия наступала и достигла границ Галиции ведя бои с украинскими войсками С. Петлюры и белопольскими войсками.
16 июня дивизия переименована в 46-ю стрелковую дивизию; в составе 12-й и 13-й армий вела бои против деникинцев и врангеливцев.

## Полное наименование
2-я Украинская советская дивизия

## Подчинение
| Фронт                          | Армия                                | Корпус                                                      | Примечания |  |
| 6 декабря 1918 — 4 января 1919 |                                      | Украинская советская армия                                  |            |  |
| 4 января — 15 июня 1919        | Украинского фронта (4.01-15.06.1919) | Группа войск харьковского направления (январь-февраль 1919) |            |  |
| 4 января — 15 июня 1919        | Украинского фронта (4.01-15.06.1919) | Группа войск киевского направления (февраль-15.04.1919)     |            |  |
| 4 января — 15 июня 1919        | Украинского фронта (4.01-15.06.1919) | 1-я Украинская советская армия (15.04-15.06.1919)           |            |  |
| ------------------------------ | ------------------------------------ | ----------------------------------------------------------- | ---------- |  |

## Командование
Начальники дивизии:
- Н. П. Бобырев (6 декабря 1918 — 10 января 1919).[2]
- А. Н. Ленговский (10 января — 16 июня 1919).[2]

Военные комиссары:
- А. Луговой (до 20 февраля 1919).[2]
- А. Мацюк (20 февраля — 21 марта 1919).[2]
- И. И. Минц (21 марта — 16 июня 1919).[2]

## Другие командиры
- Командир 7-го Сумского полка П. Е. Дыбенко (… — 30.01.1919).[10]
- Командир 5-го полка Д. А. Шмидт (на 14.01.1919).[5]
- Командир 1-го полка Червонного казачества В. М. Примаков (на 14.01.1919).

## Состав
На 6 декабря 1918:
- Управление дивизии.
- 5-й курень (позже полк).[5]
  - 1-й батальон.[13]
    - 1-я рота.[13]
    - 2-я рота.
    - 3-я рота.
- 6-й курень (позже полк).[5]
- 7-й курень (позже полк).[5]
- 8-й курень.[5]

На 14 января 1919:
- 5-й полк под командованем Д. А. Шмидт вышли на подступы к г. Полтава.[5]
- 6-й полк
- 7-й Сумской полк
- 8-й полк
- 1-й полк Червонного казачества под командованием В. М. Примаков

На 15 апреля 1919:
- 10-й полк.
- 11-й полк.
- 12-й полк.
- 13-й полк.
- 14-й полк.
- 15-й полк.
- 16-й полк.
- 17-й полк.
- 18-й полк.